# 梅澤悠
梅澤 悠（うめざわ ゆう、1987年8月22日 - ）は、熊本県出身の俳優、タレントである。株式会社スパイス所属。身長176cm。体重60kg。B型。
スカウト後、2008年に事務所のオーディションを受け合格、その後2009年映画「tenbatsu」で主演デビュー。
(出典：日本タレント名鑑（VIPタイムズ社）参照)

## 出演経歴

### 映画
- TENBATSU（2010.09公開）

### DVD
- ミテルだけ for Lady（2009.11.25）